# Jordan Flores
Jordan Michael Flores (Wigan, 4 de octubre de 1995) es un futbolista inglés que juega de centrocampista en el Bohemians F. C. de la Premier Division de la Liga de Irlanda.
Flores cuenta con ascendencia española.

## Clubes
| Club                            | País       | Año       |
| ------------------------------- | ---------- | --------- |
| Wigan Athletic F. C.            | Inglaterra | 2014-2019 |
| Blackpool F. C. (cedido)        | Inglaterra | 2017      |
| Chesterfield F. C. (cedido)     | Inglaterra | 2017      |
| A. F. C. Fylde (cedido)         | Inglaterra | 2018      |
| Östersunds FK (cedido)          | Suecia     | 2018      |
| Dundalk F. C.                   | Irlanda    | 2019-2020 |
| Hull City A. F. C.              | Inglaterra | 2021      |
| Northampton Town F. C. (cedido) | Inglaterra | 2021      |
| Northampton Town F. C.          | Inglaterra | 2021-2022 |
| Bohemians F. C.                 | Irlanda    | 2022-     |

## Palmarés

### Títulos nacionales
| Título                     | Club          | País    | Año  |
| -------------------------- | ------------- | ------- | ---- |
| Premier Division           | Dundalk F. C. | Irlanda | 2019 |
| Copa de la Liga de Irlanda | Dundalk F. C. | Irlanda | 2019 |
| Supercopa de Irlanda       | Dundalk F. C. | Irlanda | 2019 |